# Cypress Hill
Cypress Hill es un grupo de hip hop proveniente de South Gate (California). Fue formado en 1986 y a lo largo de su amplia y exitosa carrera han vendido más de 46 millones de álbumes en todo el mundo.
Uno de los aspectos de su popularidad es su compromiso con la legalización del consumo de marihuana o cannabis. Cypress Hill es el primer grupo latino en obtener un disco de platino, uno de oro y un multiplatino.

## Carrera

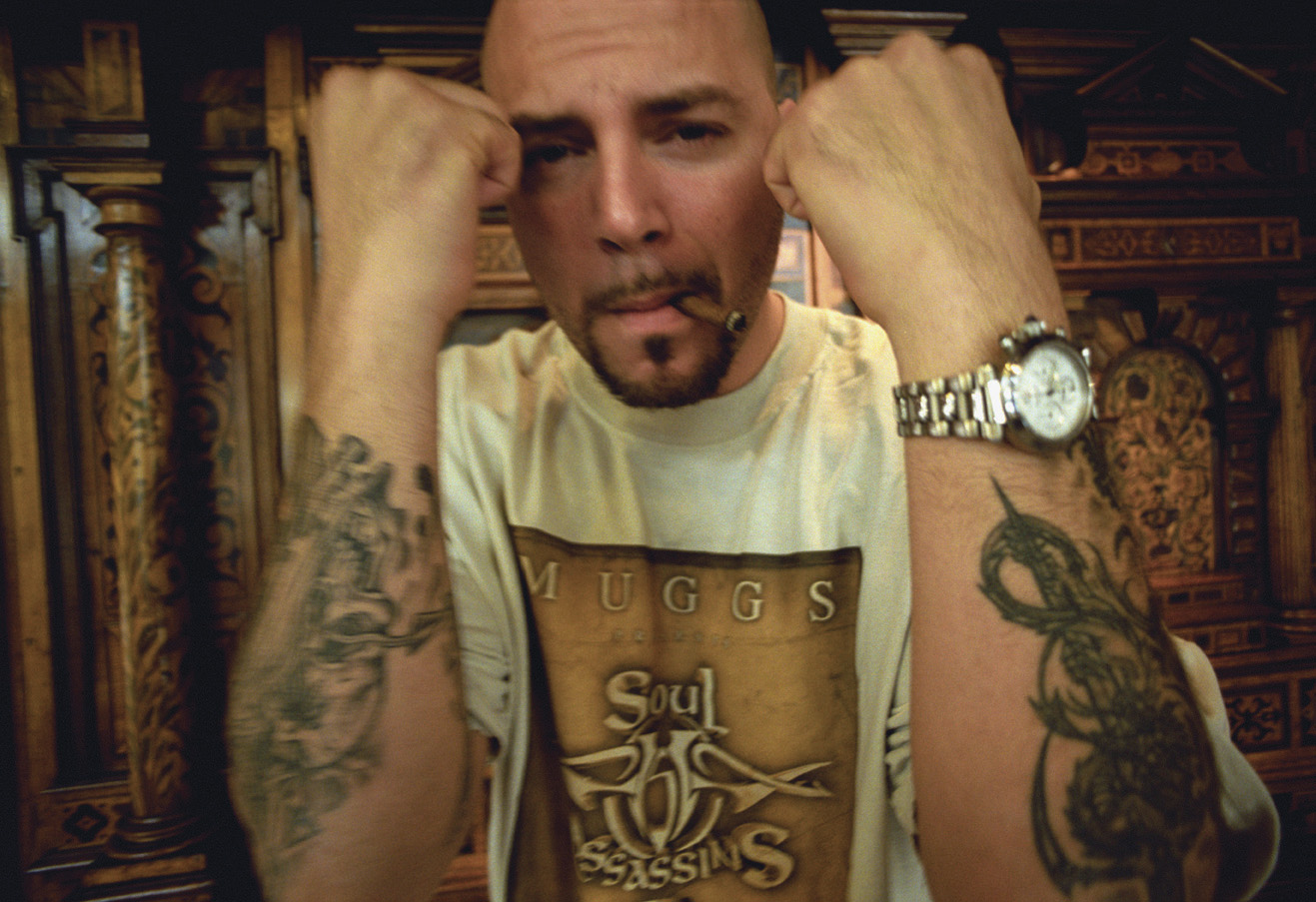
Dj Muggs de Cypress Hill

### Nombre del grupo
El nombre del grupo puede hacer referencia al lugar donde los primeros miembros de la banda vivieron, en la Avenida Cypress en South Gate, Los Ángeles. Cabe recalcar que en dicho lugar hay muchos árboles de ciprés, un árbol de la familia Cupressaceae. El nombre original del grupo era DVX pero fue cambiado tras la salida de Mellow Man Ace (Ulpiano Sergio, el hermano menor de Sen Dog) del grupo para iniciar su carrera como solista. A veces, incorrectamente se cree que el nombre del grupo se refiere al barrio Cypress Hills en Brooklyn (Nueva York).

### Comienzos
El primer álbum, homónimo, de la banda, fue lanzado en noviembre de 1991. El primer sencillo fue "Phuncky feel one", pero fue la Cara-B, "How I could just kill a man" (primeramente llamado "Trigga happy nigga"), el que más éxito tuvo en las estaciones de radio urbana. Gracias al éxito del sencillo "Hand on the pump" y a otras canciones como la canción bilingüe "Latin lingo" y la totalmente en español "Tres equis", el álbum vendió dos millones de copias solamente en Estados Unidos. Posteriormente, DJ Muggs produjo el primer álbum de House of Pain y trabajó con Beastie Boys y Funkdoobiest. La banda hizo su primera aparición ante un público no exclusivamente hip hop en el festival musical Lollapalooza en 1992.
Black Sunday, el segundo álbum del grupo, debutó número 1 en la lista Billboard 200 en 1993. Todavía con su álbum debut en las listas, se convirtieron en los primeros artistas de rap en colocar dos álbumes en el Top 10 de Billboard 200 al mismo tiempo. Con el éxito "Insane in the Brain", el álbum fue doble-platino en Estados Unidos y vendió 3.25 millones de copias.
Como uno de los primeros grupos de rap que luchan por la legalización de la marihuana, Cypress Hill fue prohibido en el programa Saturday Night Live de la cadena de televisión NBC, después de que DJ Muggs se fumara un porro de marihuana y la banda destrozara sus instrumentos musicales mientras interpretaban su segundo sencillo "I ain't goin' out like that". El grupo tituló su gira con el nombre Soul Assassins, en compañía de House of Pain y Funkdoobiest, y más adelante hicieron lo propio con Rage Against the Machine y Seven Year Bitch. En 1993, Cypress Hill grabó dos temas para la banda sonora de la película Judgment night, "Real thing", con Pearl Jam, y "I love you Mary Jane", con Sonic Youth.
La banda tocó en 1994 en el Festival de Woodstock introduciendo a su nuevo miembro, Eric Bobo, antiguo percusionista de Beastie Boys. Bobo es el hijo del famoso percusionista Willie Bobo. La revista Rolling Stone nombró a Cypress Hill como el mejor grupo de hip hop en sus premios de música votados por críticos y lectores. Cypress Hill tocó por segundo año consecutivo en Lollapalooza encabezando el cartel en 1995. También aparecen en el episodio de Los Simpson titulado "Homerpalooza", en el que Homer, Bart y Lisa asisten al Festival Hullabalooza (inspirado en el Lollapalooza), y en 2001 aparecen realizando un pequeño cameo en la película How high dirigida por Jesse Dylan y producida por Danny DeVito.
El tercer álbum, ''Cypress Hill III: Temples of Boom'', fue lanzado en 1995, vendiendo 1.5 millones de copias y alcanzando la tercera posición de Billboard 200 a pesar de no incluir ningún sencillo de éxito.

### Carrera posterior
Sen Dog se distanció un poco del grupo para formar una banda de punk-rap de Los Ángeles llamada SX-10. Sin embargo en 1996, Cypress Hill apareció en la primera gira Smokin' Grooves, con Ziggy Marley, The Fugees, Busta Rhymes y A Tribe Called Quest. El grupo también liberó el EP Unreleased and Revamped con raros y remixes.
Los miembros del grupo se centraron en sus carreras en solitario. Muggs lanzó Muggs Presents... the Soul Assassins con contribuciones de miembros de Wu-Tang Clan, Dr. Dre, KRS-One, Wyclef Jean y Mobb Deep. B-Real apareció con Busta Rhymes, Coolio, LL Cool J y Method Man en la canción "Hit Em High" de la multi-platina banda sonora de la película Space Jam. También colaboró con RBX, Nas y KRS-One en "East Coast Killer, West Coast Killer" del álbum Dr. Dre presents...The Aftermath de Dr. Dre, y lanzó el álbum The Psycho Realm, de su proyecto de mismo nombre. A pesar de que el grupo estaba inactivo esos años, Cypress Hill apareció en Smokin' Grooves con George Clinton y Erykah Badu.
En 1998 volvieron para lanzar el álbum IV, siendo oro en Estados Unidos aunque con unas críticas un tanto negativas, respaldadas por el éxito "Tequila Sunrise" y otro tributo a fumar marihuana "Dr. Greenthumb". Sen Dog también lanzó Get Wood como parte de SX-10 en el sello Flip.
En 1999, tres de sus canciones aparecieron en el videojuego de PC Kingpin: Life of Crime. B-Real también contribuyó con alguna de las voces de la gente del juego. Ese mismo año lanzaron un álbum de grandes éxitos en español, Los grandes éxitos en español. Cypress Hill fusionó géneros en el 2000 con su doble-álbum Skull & Bones. El primer disco, "Skull", estaba compuesto por canciones de rap mientras que "Bones" estaba más centrado en el rock. El álbum fue un Top 5 en Billboard 200 y #3 en Canadá. El primer sencillo fue "Rock Superstar" para la radio de rock y "Rap Superstar" para la radio urbana, un tema que sin duda puso a la banda nuevamente en el firmamento musical, y que le vino como anillo al dedo, ya que en ese tiempo canciones con ese estilo, más del Nu metal que también usaron en la canción "Can´t get the best of me", estaban pegando como nunca. El grupo también lanzó Live at the Fillmore, un disco del concierto de Fillmore, San Francisco en 2000.
Cypress Hill continuó con experimentación en el rock con el álbum Stoned Raiders de 2001. Sin embargo, las ventas fueron una decepción y el álbum no alcanzó ni las 50 primeras posiciones de la lista de álbumes estadounidense. Algunos sencillos fueron "Lowrider" y "Trouble".
En el 2002, participaron del primer Projekt Revolution juntos a Linkin Park.
El grupo lanzó el 23 de marzo de 2004 el álbum Till Death Do Us Part. El álbum vio un experimento de la banda con el reggae, especialmente en el sencillo principal "What's Your Number?". En la canción colaboran Tim Armstrong de Rancid en los bajos y Rob Aston de The Transplants en los vocales. El tema está basado en el clásico "The Guns of Brixton" de The Clash, y el resultado fue un éxito en las listas de rock moderno. En el álbum también aparecen Damian Marley, hijo de Bob Marley en la canción "Ganja Bus", Prodigy y Twin de Mobb Deep, Latin Thugs con el músico de Puerto Rico Tego Calderón, y el productor The Alchemist.
La canción "How I Could Just Kill A Man" está incluida en el popular videojuego GTA San Andreas (2004) de Rockstar, en la Radio Los Santos.
En diciembre de 2005 salió a la luz Greatest Hits From the Bong, que incluía nueve éxitos de antiguos discos y dos nuevas canciones.
En noviembre de 2009, salió a la venta una versión de "Paradise City" por Cypress Hill en el sencillo de Slash titulado "Sahara". Cypress Hill también aparecerá en el álbum de Slash, Slash & Friends.
En abril de 2010, salió el decimotercer disco de este grupo que vio la luz por el sello Suburban Noize Records. Se tituló "Rise Up", donde colaboran varios artistas, entre los que participan Pitbull, Tom Morello, Alchemist, Everlast, Young De y Evidence.
Entre los productores se encuentran Pete Rock, B-Real, Tom Morello, Daron Malakian, Mike Shinoda (del grupo Linkin Park), Jim Jonsin, mientras que DJ Muggs y DJ Khalil, tan solo producen tres de las 16 pistas.
En 2012 el grupo experimenta con el dubstep en un álbum junto a Rusko titulado Cypress X Rusko.

## Miembros

### Miembros actuales
- Louis «B-Real» Freese: voz (1988-)
- Senen «Sen Dog» Reyes: voz (1988-)
- Eric «Eric Bobo» Correa: batería, percusión (1993-)

### Miembros anteriores
- Ulpiano «Mellow Man Ace» Reyes: voz (1988)
- Lawrence «DJ Muggs» Muggerud: tornamesas, samples (1988-2004; 2014-2018)

### Miembros en vivo

#### Actuales
- Michael «Mix Master Mike» Schwartz: tornamesas, samples (2018-)
- Dj Lord (Lord Aswod) (2025)

#### Anteriores
- Panchito «Ponch» Gómez: batería, percusión (1993-1994)
- Frank Mercurio: bajo (2000-2002)
- Jeremy Fleener: guitarra (2000-2002)
- Andy Zambrano: guitarra (2000-2002)
- Julio «Julio G» González: tornamesas, samples (2004-2014)

## Discografía

### Álbumes
Álbumes de estudio
| Nombre del álbum                  | Fecha de edición         | Certificaciones                                  |
| --------------------------------- | ------------------------ | ------------------------------------------------ |
| Cypress Hill                      | 13 de agosto de 1991     | - EUA: 2× Platino - R.U.: Oro                    |
| Black Sunday                      | 20 de julio de 1993      | - EUA: 3× Platino - R.U.: Platino - CAN: Platino |
| Cypress Hill III: Temples of Boom | 31 de octubre de 1995    | - EUA: Platino - R.U.: Oro - CAN: Oro            |
| IV                                | 6 de octubre de 1998     | - EUA: Oro - CAN: Oro - R.U.: Oro                |
| Skull & Bones                     | 25 de abril de 2000      | - EUA: Platino - CAN: Platino - R.U.: Oro        |
| Stoned Raiders                    | 4 de diciembre de 2001   | - R.U.: Plata                                    |
| Till Death Do Us Part             | 23 de marzo de 2004      |                                                  |
| Rise Up                           | 6 de abril de 2010       |                                                  |
| Elephants on Acid                 | 28 de septiembre de 2018 |                                                  |
| Back in Black                     | 18 de marzo de 2022      |                                                  |

Compilaciones
| Nombre del álbum                                  | Fecha de edición        | Certificaciones |
| ------------------------------------------------- | ----------------------- | --------------- |
| Los grandes éxitos en español                     | 19 de octubre de 1999   | - EUA: Platino  |
| Greatest Hits From the Bong                       | 13 de diciembre de 2005 |                 |
| Super Hits                                        | 25 de marzo de 2008     |                 |
| Collections                                       | 2008                    |                 |
| Strictly Hip Hop: The Best of Cypress Hill        | 2010                    | —               |
| Cypress Hill / Black Sunday / III-Temples Of Boom | 1991                    |                 |
| The Essential Cypress Hill                        | 10 de octubre de 2014   |                 |
| Insaine In The Brain: The Best Of Cypress Hill    | 2020                    |                 |

Álbumes en vivo
| Nombre del álbum     | Fecha de edición        | Certificaciones |  |
| -------------------- | ----------------------- | --------------- |  |
| Live At The Fillmore | 12 de diciembre de 2000 | —               |  |

Extended plays
| Nombre del álbum          | Fecha de edición     | Certificaciones          |
| ------------------------- | -------------------- | ------------------------ |
| Unreleased And Revamped   | 13 de agosto de 1996 | - EUA: Oro - R.U.: Plata |
| Stash                     | 2 de julio de 2002   |                          |
| Cypress X Rusko           | 4 de junio de 2012   |                          |
| Something for the Blunted | 1992                 |                          |

### Sencillos
| Año  | Canción                                      | Posiciones en lista | Posiciones en lista | Posiciones en lista | Posiciones en lista | Posiciones en lista | Álbum                                  |
| Año  | Canción                                      | Hot 100             | R&B/Hip-Hop Songs   | Rap Songs           | Modern Rock Tracks  | R.U.                | Álbum                                  |
| ---- | -------------------------------------------- | ------------------- | ------------------- | ------------------- | ------------------- | ------------------- | -------------------------------------- |
| 1991 | "How I Could Just Kill a Man"                | #77                 | —                   | #1                  | —                   | —                   | Cypress Hill                           |
| 1991 | "The Phuncky Feel One"                       | —                   | #1                  | —                   | —                   |                     | Cypress Hill                           |
| 1992 | "Latin Lingo"                                | —                   | —                   | #12                 | —                   | —                   | Cypress Hill                           |
| 1992 | "Hand on the Pump"                           | #83                 | —                   | #2                  | —                   | —                   | Cypress Hill                           |
| 1993 | "I Wanna Get High"                           | #19                 | #27                 | #1                  | —                   | —                   | Black Sunday                           |
| 1993 | "Insane in the Brain"                        | #27                 | #1                  | —                   | #21                 |                     | Black Sunday                           |
| 1993 | "When the Shit Goes Down"                    | —                   | —                   | —                   | —                   | #19                 | Black Sunday                           |
| 1994 | "I Ain't Goin Out Like That"                 | #65                 | #86                 | #21                 | —                   | #15                 | Black Sunday                           |
| 1994 | "Lick a Shot"                                | —                   | —                   | —                   | —                   | #20                 | Black Sunday                           |
| 1995 | "Throw Your Set in the Air"                  | #45                 | #60                 | #11                 | —                   | #15                 | Cypress Hill III: Temple of Boom       |
| 1996 | "Illusions"                                  | #103                | #87                 | #31                 | —                   | #23                 | Cypress Hill III: Temple of Boom       |
| 1996 | "Boom Biddy Bye Bye"                         | #87                 | #73                 | #19                 | —                   | —                   | Cypress Hill III: Temple of Boom       |
| 1996 | "Throw Your Hands In The Air"                | —                   | —                   | —                   | —                   | —                   | Throw Your Hands In The Air (Sencillo) |
| 1998 | "Dr. Greenthumb"                             | #70                 | #57                 | #14                 | —                   | #34                 | IV                                     |
| 1998 | "Tequila Sunrise"                            | #81                 | #63                 | #19                 | —                   | #23                 | IV                                     |
| 1999 | "No Entiendes la Onda"                       | —                   | —                   | —                   | —                   | —                   | Los Grandes Éxitos en Español          |
| 1999 | "Siempre Peligroso" (con Fermín IV)          | —                   | —                   | —                   | —                   | —                   | Los Grandes Éxitos en Español          |
| 2000 | "(Rap) Superstar"                            | —                   | #87                 | #43                 | —                   | #13                 | Skull & Bones                          |
| 2000 | "(Rock) Superstar"                           | —                   | —                   | —                   | #18                 |                     | Skull & Bones                          |
| 2000 | "Highlife"                                   | —                   | —                   | —                   | —                   | #35                 | Skull & Bones                          |
| 2000 | "Can't Get the Best of Me"                   | —                   | —                   | —                   | —                   |                     | Skull & Bones                          |
| 2001 | "Lowrider"                                   | —                   | #108                | —                   | —                   | #33                 | Stoned Raiders                         |
| 2001 | "Trouble"                                    | —                   | —                   | —                   | —                   |                     | Stoned Raiders                         |
| 2004 | "What's Your Number?" (con Tim Armstrong)    | —                   | #106                | —                   | #23                 | #44                 | Till Death Do Us Part                  |
| 2005 | "Latin Thugs" (con Tego Calderón)            | —                   | #93                 | #66                 | —                   | —                   | Till Death Do Us Part                  |
| 2010 | "Rise Up" (con Tom Morello)                  | —                   | —                   | —                   | #20                 | —                   | Rise Up                                |
| 2010 | "Armada Latina" (con Marc Anthony & Pitbull) | #106                | —                   | #25                 | —                   | —                   | Rise Up                                |
| 2012 | "Roll It, Light It" (con Rusko)              | —                   | —                   | —                   | —                   | —                   | Cypress X Rusko                        |
| 2012 | "Lez Go" (con Rusko & Travis Barker)         | —                   | —                   | —                   | —                   | —                   | Cypress X Rusko                        |

### Colaboraciones con otros artistas
| Año  | Canción                                                           | Álbum                               |
| ---- | ----------------------------------------------------------------- | ----------------------------------- |
| 1994 | "How It Is" (Biohazard con Cypress Hill)                          | State of the World Address          |
| 1998 | "Rags to Riches" (Baron Ricks con Cypress Hill & Self Scientific) | Rags to Riches / Harlem River Drive |
| 2000 | "U Know The Rules (Mi Vida Loca)" (Tony Touch con Cypress Hill)   | The Piece Maker                     |
| 2002 | "Child of the Wild West" (con Roni Size)                          | Blade II soundtrack                 |
| 2004 | "Get With It" (The X-Ecutioners con Cypress Hill)                 | Revolutions                         |
| 2010 | "Paradise City" (Slash con Cypress Hill & Fergie)                 | Slash (edición especial)            |
| 2011 | "Beat Goes On" (Travis Barker con Cypress Hill)                   | Give the Drummer Some               |
| 2012 | "Medicated" (con Rusko & Young De)                                | Cypress x Rusko                     |
| 2012 | "Can't Keep Me Down" (con Rusko & Damian Marley)                  | Cypress x Rusko                     |
| 2012 | "Shots Go Off" (con Rusko)                                        | Cypress x Rusko                     |
| 2012 | "Failbait" (Deadmau5 con Cypress Hill)                            | The Veldt EP                        |

### DVD/Videos
| Nombre del DVD/VHS                         | Fecha de edición    | Plataforma |
| ------------------------------------------ | ------------------- | ---------- |
| Ruff House Presents Cypress Hill & Tim Dog | 1992                | VHS        |
| Still Smokin                               | 9 de enero de 2001  | VHS, DVD   |
| The Ultimate Video Collection              | 30 de marzo de 2004 | DVD        |